# 128P/Shoemaker-Holt 1-B
128P/Shoemaker-Holt 1-B, komet Jupiterove obitelji. 